# Diane van Es
Diane Gabriëlla van Es (Rotterdam, 22 maart 1999) is een Nederlandse atlete. Ze is gespecialiseerd in de lange en middellange afstand hardlopen en is op de weg Europees recordhoudster op de 5 km en Nederlands recordhoudster op de 10 km.
Ze nam tweemaal deel aan de Olympische Spelen.

## Loopbaan
Van Es begon al vroeg met atletiek bij de vereniging CAV Energie in Barendrecht. Later maakte zij de overstap naar PAC in Rotterdam. Haar talent werd duidelijk door goede resultaten tijdens kampioenschappen. In 2015 won ze goud op de 3000 m op het Europees Olympisch Jeugdzomerfestival in de Georgische hoofdstad Tbilisi. In 2017 werd ze Nederlands juniorenkampioene (onder 20) indoor op de 1500 m. Op het NK U20 buitenbaan werd ze met honderdste seconden geklopt door Jasmijn Bakker, maar op de 1500 m won ze met een duidelijk verschil. In 2018 was ze buiten de sterkste op zowel de 1500 als de 5000 meter.
In 2020 won Van Es haar eerste Nederlandse titels bij de senioren. In maart won ze bij het NK veldlopen op de 8 kilometer met 40 seconden voorsprong. In augustus kwam ze op de 5000 m op de NK op de baan met 16 seconden voorsprong over de meet.
In 2021 maakte Van Es haar olympisch debuut op de Olympische Spelen in Tokio, die in verband met de coronapandemie een jaar waren uitgesteld en zonder publiek werden gehouden. Ze kwam er uit op de 5000 m, maar kwam er niet verder dan de series. De finale zou later in het teken staan van Sifan Hassan, die haar eerste gouden olympische medaille veroverde.
Vanaf begin 2022 trainde Van Es bij Grete Koens, in haar Valley Running Team te Ede en wijde omgeving, met hoogtestages in het buitenland. Na de Olympische Spelen van Parijs 2024 is ze overgestapt naar de trainingsgroep van bondscoach Tomasz Lewandowski.

## Nederlandse kampioenschappen
| Onderdeel | Jaar       |
| --------- | ---------- |
| 5000 m    | 2020, 2022 |
| 10 km     | 2023       |
| veldlopen | 2020       |

## Persoonlijke records

### Baan
| Onderdeel | Prestatie | Datum        | Plaats     |
| --------- | --------- | ------------ | ---------- |
| 1500 m    | 4.09,74   | 26 juli 2022 | Pfungstadt |
| 3000 m    | 8.38,12   | 25 mei 2025  | Rabat      |
| 5000 m    | 14.43,80  | 19 juli 2025 | Londen     |
| 10.000 m  | 30.57,24  | 11 juni 2024 | Rome       |

### Indoor
| Onderdeel | Prestatie | Datum            | Plaats    |
| --------- | --------- | ---------------- | --------- |
| 1500 m    | 4.14,81   | 12 februari 2022 | Dortmund  |
| 3000 m    | 9.01,32   | 10 februari 2021 | Apeldoorn |

### Weg
| Onderdeel      | Prestatie  | Datum             | Plaats    |
| -------------- | ---------- | ----------------- | --------- |
| 5 km           | 14.39 (ER) | 9 februari 2025   | Monaco    |
| 10 km          | 30.29 (NR) | 12 februari 2023  | Schoorl   |
| 15 km          | 47.51      | 17 november 2024  | Nijmegen  |
| 10 Eng. mijl   | 53.02      | 17 september 2023 | Zaandam   |
| halve marathon | 1:09.31    | 11 februari 2024  | Barcelona |

## Palmares

### 1500 m
- 2021:  Ter Specke Bokaal - 4.14,97
- 2021:  NK te Breda - 4.15,53

### 3000 m
- 2015:  EJOF in Tbilisi - 9.58,49
- 2017: 12e EK U20 in Grosseto - 9.55,43
- 2021:  NK Indoor te Apeldoorn - 9.16,22

Diamond League-resultaten
- 2025: 9e Meeting International Mohammed VI d'Athlétisme de Rabat - 8.38,12
- 2025: 16e Kamila Skolimowska Memorial - 8.51,10

### 5000 m
- 2019: 13e EK U23 in Gävle - 16.09,28
- 2020:  NK te Utrecht - 15.44,50
- 2021:  EK U23 in Tallinn - 15.48,4-
- 2021: 16e in ½ fin. OS - 15.47,01
- 2022:  NK te Apeldoorn - 15.48,38
- 2022: 13e EK in München - 15.26,44
- 2024:  NK te Hengelo - 15.15,70 (MR)
- 2025:  EK landenteams First League in Madrid - 15.59,41

Diamond League-resultaten
- 2025: 15e London Athletics Meet - 14.43,80

### 10.000 m
- 2019:  NK te Leiden - 34.21,91
- 2020:  NK te Leiden - 33.20,73
- 2023: 13e WK - 32.05,85
- 2024:  EK - 30.57,24
- 2024: 16e OS - 31.25,51

Diamond League-resultaten
- 2025: 8e Bislett Games - 31.08,05

### 8 km
- 2024:  Acht van Apeldoorn - 24.24

### 10 km
- 2021: 9e Great Manchester Run - 33.30
- 2023:  NK in Schoorl - 30.29 (NR)

### 15 km
- 2022: 6e Zevenheuvelenloop - 47.57

### 10 Engelse mijl
- 2023: 6e Dam tot Damloop - 53.02

### halve marathon
- 2022: 4e Singelloop in Breda - 1:10.50
- 2023: 4e Halve marathon van New York - 1:10.43

### veldlopen
- 2018: 29e EK U20 in Tilburg (4,2 km) - 14.29
- 2019: 7e NK in Kraggenburg (8000 m) – 32.20
- 2019: 11e EK U23 in Lissabon (6,3 km) - 21.53
- 2020:  NK in Kraggenburg (8000 m) - 29.28
- 2021: 5e Warandeloop in Tilburg (4e NK) (8,0 km) - 28.15
- 2021: 43e EK U23 in Dublin (6,0 km) - 22.25
- 2022:  Warandeloop in Tilburg ( NK) (8,0 km) - 27.07